# Дейвид Далглиш
Дейвид Джеймс Далглиш (на английски: David Dalglish) е американски писател, автор на произведения в жанровете научна фантастика и епично фентъзи.

## Биография и творчество
Роден е на 2 април 1984 г. във Форт Лодърдейл, Флорида, САЩ. Когато е 4-годишен, семейството му се мести в Парди, Мисури. От малък е запален читател. Започва да пише още в гимназията и ходи на курс по творческо писане.
През 2006 г. завършва математика в Южния държавен университет в Мисури. След дипломирането си работи на различни временни места – доставчик на пица, и д, и едновременно с това продължава да пише.
Първият му роман „Бремето на кръвта“ от фентъзи поредицата „Полуорките“ е публикуван през 2010 г. като електронна книга. Двамата братя, Харук и Курах Тун, са полуорки в града на престъпниците Велдарен. С пророка на смъртта Великсар те се обучават и подготвят да поведат армията му от немъртви. Харук се сприятелява с елфа Аурелия, на която дължи живота си, но възниква война и той заема страната на спасителката си, а не на орките.
През 2010 г. е публикуван като електронна книга и първият му роман „Танц с плащове“ от поредицата „Танцът на сянката“. Младият Арон е син на безскрупулния и геиален Трен Фелхорн, който е негласен господар на Велдарен чрез своята могъща подземна империя. Но действията на Арон не са това, което очаква от него баща му.
Сюжета на повечето от романите на писателя се развиват в измисления свят Дезрел. Едва след като успешно публикува повече от 10 електронни книги, през 2013 г. получава договор с издателство.
Дейвид Далглиш живее със семейството си в Мъртъл Бийч, Южна Каролина.

## Произведения

### Серия „Полуорките“ (Half-Orcs)
1. The Weight of Blood (2010)
Бремето на кръвта, изд. „MBG Books“ (2016), прев. Радин Григоров
2. The Cost of Betrayal (2010)
Цената на измяната, изд. „MBG Books“ (2016), прев. Радин Григоров
3. The Death of Promises (2010)
Погинали обещания, изд. „MBG Books“ (2016), прев. Радин Григоров
4. The Shadows of Grace (2010)
Подобие на милост, изд. „MBG Books“ (2016), прев. Радин Григоров
5. A Sliver of Redemption (2011)
Частица изкупление, изд. „MBG Books“ (2016), прев. Радин Григоров
6. The Prison of Angels (2012)
7. The King of the Vile (2015)

### Серия „Танцът на сянката“ (Shadowdance)
- Cloak and Spider (2013) – предистория

1. A Dance of Cloaks (2010)
Танц с плащове, изд. „MBG Books“ (2014), прев. Радин Григоров
2. A Dance of Blades (2011)
Танц с остриета, изд. „MBG Books“ (2014), прев. Радин Григоров
3. A Dance of Mirrors (2011) – издаден и като „A Dance of Death“
Танц с огледала, изд. „MBG Books“ (2014), прев. Радин Григоров
4. A Dance of Shadows (2014)
5. A Dance of Ghosts (2014)
6. A Dance of Chaos (2015)

### Серия „Паладини“ (Paladins)
1. Night of Wolves (2011)
2. Clash of Faiths (2011)
3. The Old Ways (2011)
4. The Broken Pieces (2012)

### Серия „Разрушен свят“ (Breaking World) – с Робърт Дюпер
1. Dawn of Swords (2014)
2. Wrath of Lions (2014)
3. Blood of Gods (2014)

### Серия „Серафим“ (Seraphim)
1. Skyborn (2015)
2. Fireborn (2016)
3. Shadowborn (2017)

### Серия „Военачалник“ (Soulkeeper)
1. Soulkeeper (2019)

### Новели
- Guardian of the Mountain (2010)
- Take You Home (2015)

### Разкази
- Kitty in the Cellar (2010)
- A Harmless American (2010)
- Let It Continue (2010)
- One Last Dinner Party (2010)
- Secret Mission (2010)
- Shelter (2010)
- Toward the Storm (2010)
- Worldwide Event (2012)